# Harold Brodkey

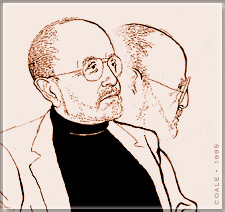
Harold Brodkey

Harold Brodkey, geboren als Aaron Roy Weintraub, (Staunton (Illinois), 25 oktober 1930 - 26 januari 1996) was een Amerikaanse schrijver.
Brodkey groeide op in University City in de omgeving van St. Louis. Hij studeerde in 1952 af aan Harvard. Hij begon zijn schrijverscarrière met het aanleveren van korte verhalen voor de The New Yorker en andere tijdschriften.
Voor zijn verhalen ontving hij tweemaal de O. Henry Award, een jaarlijkse Amerikaanse prijs voor de beste korte verhalen. In 1993 kondigde Brodkey in The New Yorker aan dat hij aids had. Later schreef hij This Wild Darkness over zijn gevecht met de ziekte. Bij zijn overlijden in 1996 woonde hij in New York met zijn vrouw, de schrijfster Ellen Schwamm.